# 最重要的寶物
《最重要的寶物》（日語：だいじなもの）是日本偶像團體IDOLING!!!的首張錄音室專輯。2008年2月27日由波麗佳音發售。

## 概要
- 《最重要的寶物》發售了以下兩種：
  - 初回限定盤（CD+DVD）
  - 通常盤（CD），附加特製交換卡片2個。
- 第1、8、10、12及14首為未收錄的歌曲。

## 收錄曲目
1. The Theme of "Idoling"
2. 百花繚乱 アイドリング!!!
3. friend
4. モテ期のうた (Album Mix)
5. キミがスキ (Vox.change)
6. Snow Celebration
7. ガンバレ乙女（笑） Ultimate Party Mix
8. 台場の恋の物語
9. 恋ゴコロ
10. Stay with Me
11. Like a Shooting Star
12. 想いの詩
13. ガンバレ乙女（笑）（加油少女（笑））
14. だいじなもの（最重要的寶物）

## 外部連結
- 波麗佳音官方網站 - 美女甜甜圈音樂專輯《最重要的寶物》（初回盤附送DVD）
- 波麗佳音官方網站 - 美女甜甜圈音樂專輯《最重要的寶物》（通常盤附送交換卡片） （页面存档备份，存于）